# Sean Stone

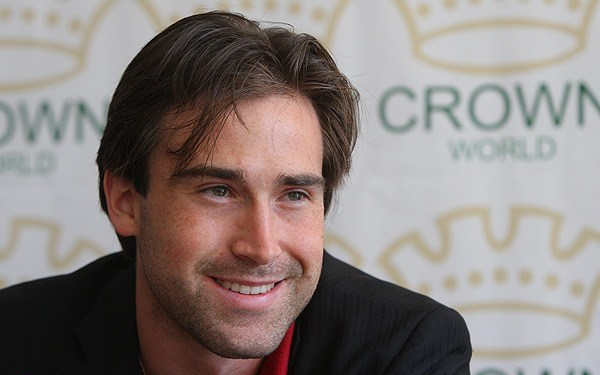
Sean Stone (2012)

Sean Christopher Stone (* 29. Dezember 1984 in New York City) ist ein US-amerikanischer Schauspieler und Filmemacher. Er ist der Sohn des Regisseurs Oliver Stone. Seit seiner Konversion zum Islam im Jahr 2012 nennt er sich auch Sean Ali Stone.
In seiner Kindheit stand Sean Stone für einige Filme seines Vaters wie Wall Street, The Doors und Natural Born Killers vor der Kamera. Seit Mitte der 2000er-Jahre ist er auch selbst Filmemacher und drehte insbesondere Dokumentationen. 2012 gab er mit dem Found-Footage-Horrorfilm Greystone Park sein Debüt als Spielfilmregisseur. Bei Russia Today America moderiert er eine Sendung namens Watching the Hawks.

## Filmografie  (Auswahl)
- 1987: Wall Street
- 1988: Salvador
- 1989: Geboren am 4. Juli
- 1991: JFK – Tatort Dallas
- 1991: The Doors
- 1993: Zwischen Himmel und Hölle
- 1994: Natural Born Killers
- 1995: Nixon
- 1997: U-Turn – Kein Weg zurück
- 1999: An jedem verdammten Sonntag
- 2008: W. – Ein missverstandenes Leben#
- 2010: Wall Street: Geld schläft nicht
- 2011: Nevo (Kurzfilm)
- 2012: Graystone Park (auch Regie)
- 2012: Don’t Pass Me By
- 2016: Union Bound
- 2018: Battle Fields
- 2019: Night Walk